# Rogolo
Rogolo – miejscowość i gmina we Włoszech, w regionie Lombardia, w prowincji Sondrio.
Według danych na rok 2004 gminę zamieszkiwało 501 osób, 38,5 os./km².